# Úrvalsdeild 1962
Thống kê của Úrvalsdeild mùa giải 1962.

## Tổng quan
Có 6 đội tham gia, và Fram giành chức vô địch. Ingvar Elísson của ÍA là vua phá lưới với 11 bàn thắng. ·

## Bảng xếp hạng
| Vị thứ | Câu lạc bộ | St | T | H | B | BT | BB | HS  | Đ  |
| 1      | Fram       | 10 | 4 | 5 | 1 | 18 | 8  | +10 | 13 |
| 2      | Valur      | 10 | 5 | 3 | 2 | 17 | 8  | +9  | 13 |
| 3      | ÍA         | 10 | 4 | 4 | 2 | 22 | 16 | +6  | 12 |
| 4      | KR         | 10 | 3 | 5 | 2 | 22 | 16 | +6  | 11 |
| 5      | ÍBA        | 10 | 4 | 2 | 4 | 21 | 18 | +3  | 10 |
| 6      | ÍBÍ        | 10 | 0 | 1 | 9 | 2  | 36 | -34 | 1  |